# 横浜市立茅ヶ崎東小学校
横浜市立茅ヶ崎東小学校（よこはましりつ ちがさきひがししょうがっこう）は、神奈川県横浜市都筑区茅ケ崎東二丁目にある市立小学校。

## 沿革
- 2000年（平成12年）3月 - 茅ヶ崎小学校の児童数増加により、茅ケ崎小学校第二方面校建設を発表。
- 2002年（平成14年）
  - 4月1日 - 開校。開校記念式セレモニー挙行し、祝賀会開催。
  - 5月2日 - PTA発足。
- 2003年（平成15年）
  - 2月25日 - 校歌、校章制定。校旗完成。
  - 3月4日 - 学校教育目標制定。
- 2011年（平成23年）5月 - 創立10周年を記念して、webページをリニュアル。
- 2015年（平成27年）1月 - 学校WEBページが、CMSに移行。
- 2021年（令和3年）11月13日 - 創立20周年記念式挙行[1]。

## 通学区域と進学先中学校
出典

### 通学区域
- 都筑区
  - 茅ケ崎町
  - 茅ケ崎中央
  - 茅ケ崎東1丁目
  - 茅ケ崎東2丁目
  - 茅ケ崎東3丁目
  - 茅ケ崎東4丁目
  - 茅ケ崎東5丁目

### 進学先中学校
公立学校に進学する場合
- 横浜市立茅ヶ崎中学校

## 周辺
- 学校法人愛和学園愛和のぞみ幼稚園 - 進学前幼稚園のひとつ。
- 横浜市立茅ヶ崎中学校
- 横浜市立茅ヶ崎小学校 - 茅ヶ崎中学校に隣接。
- 正覚寺
- このほか、茅ヶ崎東なのはな公園などの公園が点在するほか、港北ニュータウン地区に位置するため、マンション・アパートなども点在する。

## アクセス
- 横浜市営バス「302」系統で、「茅ヶ崎中学校前」停留所下車後、徒歩。
- 横浜市営地下鉄センター南駅から、徒歩。